# 荻原次晴のトップ・オブ・エナジー
荻原次晴のトップ・オブ・エナジー（おぎわらつぎはるの-）は、2009年10月11日から2011年10月2日までTBSラジオで、毎週日曜日の17:30-18:00（JST）まで放送されているトーク番組である。

## 概要
オリンピックメダリストの荻原次晴が2週に分け、ゲストを呼び、トーク。住まい、エネルギーの源を聞いていく。2011年3月13日以降は東日本大震災の自粛によりACジャパン他のCMに差し替えた。

## 出演
- 荻原次晴
- 山田愛里（TBSアナウンサー）